# Teglio Veneto
Teglio Veneto (Tei in friulano, Tejo in veneto) è un comune italiano di 2 216 abitanti della città metropolitana di Venezia in Veneto.

## Origini del nome
L'etimologia del nome deriva dal tiglio, albero un tempo molto diffuso nel territorio.

## Storia
Sulle sue origini storiche ci sono dei pareri discordanti da parte degli studiosi. Taluni lo ritenevano dimora dei lavoratori del legno, per altri invece il territorio era collocato in una centuriazione, vale a dire una suddivisione in appezzamenti di terreno da cedere ai soldati romani al termine della loro carriera.
Le prime citazioni ufficiali di questa località (Villam de Tileo e Plebem de Tileo) avvengono nella bolla papale concessa da Urbano III al vescovo di Concordia Sagittaria Gionata, nell'anno 1186/1187. Viene dunque concesso il riconoscimento della giurisdizione temporale e spirituale su gran parte del Friuli occidentale. Una seconda citazione, stavolta come Ecclesiam de Tileo, risale al 1191, quando al Capitolo cattedrale di Concordia vengono assicurate le rendite della pieve di Teglio da parte dell'allora vescovo Romolo.
L'allora unica chiesa del paese, dedicata a san Giorgio martire, era di probabile fondazione alto-medievale.
Nonostante Teglio venisse alla fine del XII secolo definita pieve, il villaggio doveva comunque già essere molto sviluppato. I ritrovamenti suggeriscono infatti che l'insediamento doveva essere presente già nei primi secoli dell'era cristiana.

### Simboli
Nello stemma è rappresentato un albero di tiglio su fondo argento con riferimento al toponimo che deriva dal latino tilia, che significa appunto "tiglio", in ossequio all'usanza medievale di riunirsi attorno a tali piante.
Il gonfalone è un drappo rettangolare partito di azzurro e di bianco.

## Monumenti e luoghi di interesse

### Architetture religiose
- Chiesa parrocchiale di San Giorgio a Teglio, costruita nel XIX secolo
- Chiesa parrocchiale di San Giovanni Battista a Cintello

### Architetture militari
- Ex Base "Site Castor"

- 58º Gr. IT

### Altri luoghi di interesse
- Prati delle Pars

## Società

### Evoluzione demografica
Abitanti censiti

### Etnie e minoranze straniere
Al 31 dicembre 2015 gli stranieri residenti nel comune sono 148, ovvero il 6,48% della popolazione. Di seguito sono riportati i gruppi più consistenti:
1. Romania, 39
2. Marocco, 30

### Lingue e dialetti
A Teglio Veneto, accanto alla lingua italiana, la popolazione utilizza la lingua friulana. Il comune rientra infatti in quello che un tempo era il mandamento di Portogruaro e ha antichi legami culturali e linguistici con il Friuli. In base alla delibera 21 dicembre 2006, n. 120 del Consiglio provinciale di Venezia si riconosce e si tutela ufficialmente il friulano come lingua minoritaria e storica e il comune può quindi essere inserito nell'ambito territoriale di tutela della lingua friulana ai fini della applicazione della legge 482/99. 
La lingua friulana che si parla a Teglio Veneto rientra fra le varianti del friulano occidentale.
 Diffusa anche la lingua veneta.

## Infrastrutture e trasporti

### Strade
Nel territorio di Teglio Veneto, oltre all'insieme delle varie strade provinciali, passa vicino alla frazione di Cintello la SR463.

### Ferrovie
Il comune è attraversato dalla Ferrovia Casarsa-Portogruaro, dove si trova sempre nella frazione di Cintello una fermata ferroviaria.

## Amministrazione

### Sindaci dal 1946
| Nominativo                                           | Nominativo                                        | Partito / Coalizione                              | Periodo                                           | Elezione                                          |
| Sindaci eletti dal Consiglio comunale (1946-1995)    | Sindaci eletti dal Consiglio comunale (1946-1995) | Sindaci eletti dal Consiglio comunale (1946-1995) | Sindaci eletti dal Consiglio comunale (1946-1995) | Sindaci eletti dal Consiglio comunale (1946-1995) |
| ---------------------------------------------------- | ------------------------------------------------- | ------------------------------------------------- | ------------------------------------------------- | ------------------------------------------------- |
|                                                      | Antonio Battiston                                 | Partito Socialista Italiano                       | 1946-1956                                         | 1946                                              |
| 1951                                                 | Antonio Battiston                                 | Partito Socialista Italiano                       | 1946-1956                                         |                                                   |
|                                                      | Luigi Rizzetto                                    | Democrazia Cristiana                              | 1956-1960                                         | 1956                                              |
|                                                      | Antonio Battiston                                 | Partito Socialista Italiano                       | 1960-1961                                         | 1960                                              |
|                                                      | Antonio Termini                                   | Partito Socialista Italiano                       | 1961-1962                                         | (1960)                                            |
|                                                      | Giuseppe Barbui                                   | Partito Socialista Italiano                       | 1962-1964                                         | (1960)                                            |
|                                                      | Ennio Corradina                                   | Democrazia Cristiana                              | 1964-1975                                         | 1964                                              |
| 1970                                                 | Ennio Corradina                                   | Democrazia Cristiana                              | 1964-1975                                         |                                                   |
|                                                      | Giuseppe Bolis                                    | Partito Socialista Italiano                       | 1975-1988                                         | 1975                                              |
| 1980                                                 | Giuseppe Bolis                                    | Partito Socialista Italiano                       | 1975-1988                                         |                                                   |
| 1985                                                 | Giuseppe Bolis                                    | Partito Socialista Italiano                       | 1975-1988                                         |                                                   |
|                                                      | Marino Marzio                                     | Partito Socialista Italiano                       | 1988-1993                                         | (1985)                                            |
| 1990                                                 | Marino Marzio                                     | Partito Socialista Italiano                       | 1988-1993                                         |                                                   |
|                                                      | Lucio Zanon                                       | Partito Democratico della Sinistra                | 1993-1995                                         | (1990)                                            |
| Sindaci eletti direttamente dai cittadini (dal 1995) |                                                   |                                                   |                                                   |                                                   |
|                                                      | Lucio Zanon                                       | Centro-sinistra                                   | 1995-1999                                         | 1995                                              |
|                                                      | Sandro Mestriner                                  | Centro-sinistra                                   | 1999-2009                                         | 1999                                              |
| 2004                                                 | Sandro Mestriner                                  | Centro-sinistra                                   | 1999-2009                                         |                                                   |
|                                                      | Andrea Tamai                                      | Centro-destra                                     | 2009-2019                                         | 2009                                              |
| 2014                                                 | Andrea Tamai                                      | Centro-destra                                     | 2009-2019                                         |                                                   |
|                                                      | Oscar Cicuto                                      | Centro-destra                                     | 2019-in carica                                    | 2019                                              |
|                                                      | Oscar Cicuto                                      | Grande coalizione                                 | 2019-in carica                                    | 2024                                              |

### Altre informazioni amministrative
Nel comune di Teglio, il 26 e 27 marzo 2006, contemporaneamente ai comuni limitrofi di Pramaggiore, Cinto Caomaggiore e Gruaro si è tenuto un referendum (vedi progetti di distacco-aggregazione di comuni) per chiedere alla popolazione di far parte integrante della regione Friuli-Venezia Giulia. Nonostante sia molto consistente la parte di cittadinanza favorevole al passaggio alla regione Friuli Venezia Giulia, questa è comunque minoritaria. Infatti il risultato del referendum è stato negativo a causa del mancato raggiungimento del quorum previsto per legge,  in parte anche dovuto all'assenza dei cittadini iscritti all'A.I.R.E. (anagrafe degli italiani residenti all'estero).
Il comune di Teglio Veneto ed il comune di Fossalta di Portogruaro hanno formato l'unione di comuni denominata Unione Fossalta Teglio al fine del coordinamento dell'erogazione dei servizi sociali, della polizia urbana e di altri servizi di competenza comunale.